# Hatványsor
A hatványsor a valós és a komplex analízisben egy
{\displaystyle \sum _{n=0}^{\infty }a_{n}(x-x_{0})^{n}.}
alakú végtelen összeg, ahol {\displaystyle (a_{n})_{n\in \mathbb {N} _{0}}} tetszőleges valós vagy komplex számsorozat. Az {\displaystyle x_{0}} szám a hatványsor középpontja; egy ekörüli körlapon konvergál a hatványsor. A konvergenciatartomány lehet:
- egyedül a középpont
- valósban egy véges szakasz, vagy komplexben egy véges körlap
- az egész {\displaystyle \mathbb {R} } vagy {\displaystyle \mathbb {C} }.

A hatványsort formálisan felírva, absztrakt módon is alkalmazzák például a leszámlálásokhoz.

## Konvergenciasugár
Az {\displaystyle x_{0}} körüli hatványsor konvergenciasugara az a legnagyobb szám, amit {\displaystyle r}-rel jelölve a hatványsor minden {\displaystyle x}-re konvergens, amire {\displaystyle |x-x_{0}|<r}. Vagyis a konvergenciasugár a konvergenciakör sugara. Ha a konvergencia a középpontra korlátozódik, akkor a hatványsort sehol sem konvergensnek tekintik; ha minden pontban konvergens, akkor mindenütt konvergens, a konvergenciasugár végtelen.
A konvergenciasugár a Cauchy–Hadamard-képlettel számítható:
{\displaystyle r={\frac {1}{\limsup \limits _{n\rightarrow \infty }\left({\sqrt[{n}]{|a_{n}|}}\right)}}.}
Sok esetben a hatványsor egyszerűbben is számítható. Ugyanis, ha a hatványsor együtthatói között legfeljebb véges sok nulla van, akkor:
{\displaystyle r=\lim _{n\rightarrow \infty }\left|{\frac {a_{n}}{a_{n+1}}}\right|,}
hogyha a határérték létezik.
A konvergencia fajtái és a konvergenciasugár kapcsolata:
- {\displaystyle |x-x_{0}|<r} esetén a hatványsor abszolút konvergens
- ha {\displaystyle |x-x_{0}|>r}, akkor divergens
- hogyha {\displaystyle |x-x_{0}|=r}, akkor nem lehet semmit sem mondani a konvergenciáról
- ha pedig {\displaystyle |x-x_{0}|\leq r^{\prime }<r}, akkor a hatványsor egyenletesen is konvergens minden {\displaystyle x}-re, amire {\displaystyle |x-x_{0}|\leq r^{\prime }}.

## Műveletek

### Összeadás és skalárral szorzás
Ha {\displaystyle f} és {\displaystyle g} hatványsorok,
{\displaystyle f(x)=\sum _{n=0}^{\infty }a_{n}(x-x_{0})^{n}}
{\displaystyle g(x)=\sum _{n=0}^{\infty }b_{n}(x-x_{0})^{n}}
c komplex szám, és mindkét hatványsor konvergens egy r sugarú körben,
akkor a {\displaystyle f+g} és {\displaystyle cf} hatványsorok is konvergensek r sugarú körben, és
{\displaystyle f(x)+g(x)=\sum _{n=0}^{\infty }(a_{n}+b_{n})(x-x_{0})^{n}}
{\displaystyle cf(x)=\sum _{n=0}^{\infty }(ca_{n})(x-x_{0})^{n}.}

### Szorzás
Ha két hatványsor konvergens egy r sugarú körben, akkor szorzatuk is konvergens r sugarú körben, és
{\displaystyle {\begin{aligned}f(x)g(x)&=\left(\sum _{n=0}^{\infty }a_{n}(x-x_{0})^{n}\right)\left(\sum _{n=0}^{\infty }b_{n}(x-x_{0})^{n}\right)\\&=\sum _{i=0}^{\infty }\sum _{j=0}^{\infty }a_{i}b_{j}(x-x_{0})^{i+j}=\sum _{n=0}^{\infty }\left(\sum _{i=0}^{n}a_{i}b_{n-i}\right)(x-x_{0})^{n}\end{aligned}}}
ahol {\displaystyle \textstyle m_{n}=\sum _{i=0}^{n}a_{i}b_{n-i}} az {\displaystyle (a_{n})} és a {\displaystyle (b_{n})} sorozatok konvolúciója.

### Deriválás és integrálás
Egy hatványsor mindig differenciálható konvergenciakörének belsejében, és deriváltja tagonkénti differenciálással adódik:
{\displaystyle f^{\prime }(x)=\sum _{n=1}^{\infty }a_{n}n\left(x-x_{0}\right)^{n-1}=\sum _{n=0}^{\infty }a_{n+1}\left(n+1\right)\left(x-x_{0}\right)^{n}}
A hatványsor akárhányszor differenciálható, ezért az előbbi számolási módszer többszöri alkalmazásával
{\displaystyle f^{(k)}(x)=\sum _{n=k}^{\infty }{\frac {n!}{(n-k)!}}a_{n}(x-x_{0})^{n-k}=\sum _{n=0}^{\infty }{\frac {(n+k)!}{n!}}a_{n+k}(x-x_{0})^{n}}
Hasonlóan számítható a primitív függvény:
{\displaystyle \int f(x)\,dx=\sum _{n=0}^{\infty }{\frac {a_{n}\left(x-x_{0}\right)^{n+1}}{n+1}}+C=\sum _{n=1}^{\infty }{\frac {a_{n-1}\left(x-x_{0}\right)^{n}}{n}}+C}
Mindezek a hatványsorok ugyanott konvergensek, mint az eredeti.

## Példák
- A polinomok olyan hatványsoroknak tekinthetők, melyek véges sok nem nulla együtthatós tagot tartalmaznak
- Exponenciális függvény: {\displaystyle e^{x}=\exp(x)=\sum _{n=0}^{\infty }{\frac {x^{n}}{n!}}=1+x+{\frac {x^{2}}{2!}}+{\frac {x^{3}}{3!}}+\cdots \quad \mathrm {ha} \ x\in \mathbb {R} },

a konvergenciasugár végtelen
- Logaritmus, {\displaystyle \ln(1+x)=\sum _{k=1}^{\infty }(-1)^{k+1}{\frac {x^{k}}{k}}=x-{\frac {x^{2}}{2}}+{\frac {x^{3}}{3}}-{\frac {x^{4}}{4}}+\cdots \quad \mathrm {ha} \quad -1<x\leq 1}.

A konvergenciasugár 1; {\displaystyle x=1}-ben konvergens, {\displaystyle x=-1}-re divergens
- Négyzetgyök, {\displaystyle {\sqrt {1+x}}=1+{\frac {1}{2}}x-{\frac {1}{2\cdot 4}}x^{2}+{\frac {1\cdot 3}{2\cdot 4\cdot 6}}x^{3}-\cdots \quad \mathrm {ha} \quad -1\leq x\leq 1},

a konvergenciasugár 1, és a sor {\displaystyle x=1}-ben és {\displaystyle x=-1}-ben is konvergál
- Hatványsor (saját középpontjához tartozó) Taylor-sora előállítja magát a hatványsort

## Lásd még
- Laurent-sor